# 히트맨: 에이전트 47
《히트맨: 에이전트 47》(영어: Hitman: Agent 47)는 2015년 공개된 미국과 독일의 액션 스릴러 영화로, 게임 시리즈 《히트맨》을 원작으로 한다. 루퍼트 프렌드, 해나 웨어, 재커리 퀸토, 토마스 크레치만이 출연한다.

## 출연
- 루퍼트 프렌드 - 47전 요원 역
- 해나 웨어 - 카티아 판데이스 / 90번 요원 역
  - 헬레나 피스케 (아역)
- 재커리 퀸토 - CIA 요원 존 스미스 역
- 키어런 하인즈 - 리트벤코 박사 역
- 토마스 크레치만 - 르클레르크 역
- 안젤라베이비 - 다이아나 역
- 댄 바커달
- 에밀리오 리베라
- 롤프 카니스
- 제리 호프만

## 같이 보기
- 비디오 게임을 원작으로 한 영화 목록